# Wojnowiczki

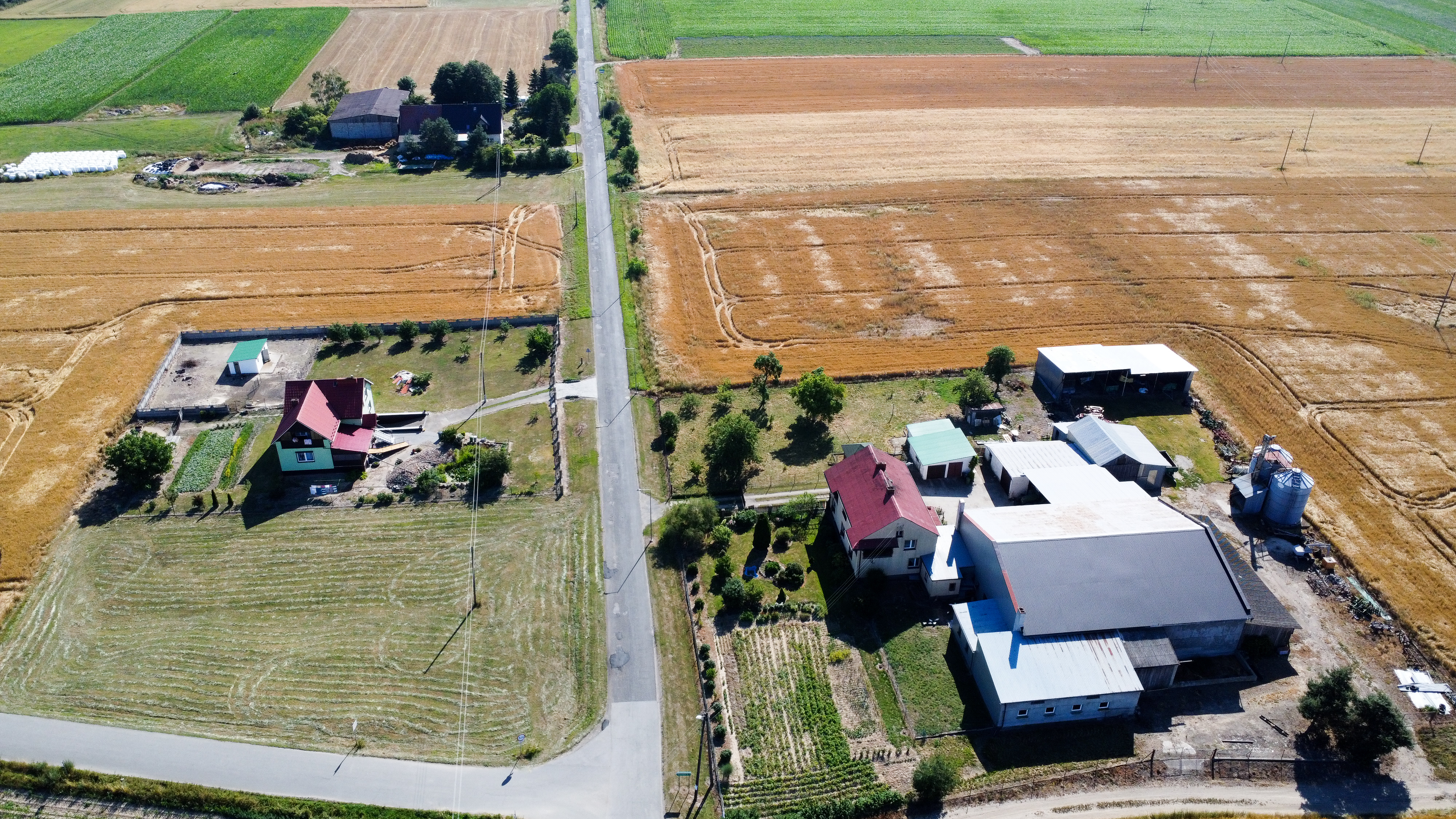
Wojnowiczki aus der Vogelperspektive (2023)

Wojnowiczki (deutsch Klein Zindel) ist ein Dorf in der Gemeinde Grodków (Grottkau) in der Woiwodschaft Opole in Polen.

## Geographie

### Geographische Lage
Wojnowiczki liegt neun Kilometer südwestlich vom Gemeindesitz Grodków, etwa 40 Kilometer südwestlich der Kreisstadt Brzeg (Brieg) und etwa 45 Kilometer westlich der Woiwodschaftshauptstadt Opole (Oppeln).
Wojnowiczki liegt in der Nizina Śląska (Schlesische Tiefebene) innerhalb der Równina Grodkowska (Grottkauer Ebene). Südlich des Dorfes fließt die Stara Struga, ein linker Zufluss der Glatzer Neiße.

### Nachbarorte
Nachbarorte von Wojnowiczki sind im Norden Starowice Dolne (Hönigsdorf), im Osten Chróścina (Falkenau), im Südwesten Kobiela und im Nordwesten Strzegów (Striegendorf).

## Geschichte
Klein Zindel gehörte zum bischöflichen Fürstentum Neisse, das seit 1342 ein Lehen der Krone Böhmen war. Urkundlich belegt ist es für das Jahr 1579. Damals war ein Karl Wiese Herr von sechs Gärtnern, dem auch zwei Anteile von Kühschmalz gehörten. 1635 gelangten Klein Zindel und die Güter in Kühschmalz an den Breslauer Weihbischof Johann Balthasar Liesch von Hornau, der aus der Oberpfalz stammte. Er gründete für seine Verwandten aus den Gütern Kühschmalz und Klein Zindel ein Familienfideikommiss. 
Nach dem Ersten Schlesischen Krieg 1742 fiel Klein Zindel mit dem größten Teil des Fürstentums Neisse an Preußen. 
1810 wurde das Fürstentum Neisse säkularisiert. Nach der Neuorganisation der Provinz Schlesien gehörte die Landgemeinde Klein Zündel ab 1816 zum Landkreis Grottkau im Regierungsbezirk Oppeln. 1845 bestanden im Dorf ein Vorwerk, eine Mühle, eine Brennerei, eine Schmiede und 59 weitere Häuser. Im gleichen Jahr lebten in Klein Zindel 240 Menschen, davon elf evangelisch. 1855 lebten in Klein Zindel 391 Menschen. 1865 bestanden im Ort 15 Gärtner- und sieben Häuslerstellen. Eingeschult und eingepfarrt war das Dorf nach Ober-Kühschmalz. Ab 1874 gehörte Klein Zindel zum Amtsbezirk Hönigsdorf, der aus den Landgemeinden Hönigsdorf und Klein Zindel sowie den gleichnamigen Gutsbezirken bestand. 1885 zählte Klein Zindel 229 Einwohner.
1932 wurde Klein Zindel in die Landgemeinde Kühschmalz eingemeindet.
Als Folge des Zweiten Weltkriegs fiel Klein Zindel 1945 wie der größte Teil Schlesiens unter polnische Verwaltung. Nachfolgend wurde es in Wojnowiczki  umbenannt und der Woiwodschaft Schlesien angeschlossen. 1950 wurde es der Woiwodschaft Opole eingegliedert. Mit Abschluss des Zwei-plus-Vier-Vertrages endete die völkerrechtliche Verwaltung des Ortes und er wurde Teil Polens. Seit 1999 gehört Wojnowiczki zum neu gegründeten Powiat Brzeski (Kreis Brieg).